# Ingvild Flugstad Østberg
Ingvild Flugstad Østberg, född 9 november 1990 i Gjøvik, är en norsk längdskidåkare som på klubbnivå tävlar för Gjøvik Skiklubb. Hon har tagit världscupsegrar i både sprint- och distanslopp sedan debuten i mars 2008. Flugstad Østbergs främsta meriter är två OS-guld, två VM-guld och en totalseger i Tour de Ski 2018/2019.

## Karriär
Vid junior-VM 2008 i Mals tog Flugstad Østberg silver i 5 km klassiskt samt guld i stafetten tillsammans med Celine Brun-Lie, Therese Johaug och Marthe Kristoffersen. Vid junior-VM 2009 i Praz de Lys-Sommand tog hon guld i samtliga fyra grenar: sprint, 10 km skiathlon, 5 km fristil samt i stafetten tillsammans med Maiken Caspersen Falla, Marthe Kristoffersen och Hilde Lauvhaug. Vid junior-VM 2010 i Hinterzarten tog Flugstad Østberg guld i 10 km skiathlon och i stafetten tillsammans med Kari Øyre Slind, Heidi Weng och Tuva Toftdahl Staver samt silver i sprint och 5 km klassiskt.
I november 2020 meddelade det norska skidförbundet att Flugstad Østberg stoppas från allt tävlande på obestämd tid på grund av hälsoproblem.

## Världscupsegrar

### Individuellt
| Nr | Datum            | Plats         | Land     | Disciplin                              |
| -- | ---------------- | ------------- | -------- | -------------------------------------- |
| 1  | 31 december 2013 | Lenzerheide   | Schweiz  | Sprint, fristil                        |
| 2  | 14 december 2014 | Davos         | Schweiz  | Sprint, fristil                        |
| 3  | 17 januari 2015  | Otepää        | Estland  | Sprint, klassisk stil                  |
| 4  | 3 januari 2016   | Lenzerheide   | Schweiz  | 5 km jaktstart, fristil                |
| 5  | 11 mars 2016     | Canmore       | Kanada   | 10 km individuell start, fristil       |
| 6  | 12 december 2016 | Davos         | Schweiz  | 15 km individuell start, fristil       |
| 7  | 1 januari 2017   | Val Müstair   | Schweiz  | 5 km masstart, klassisk stil           |
| 8  | 12 december 2017 | Davos         | Schweiz  | 10 km individuell start, fristil       |
| 9  | 31 december 2017 | Lenzerheide   | Schweiz  | 10 km individuell start, klassisk stil |
| 10 | 1 januari 2018   | Lenzerheide   | Schweiz  | 10 km jaktstart, fristil               |
| 11 | 4 januari 2018   | Oberstdorf    | Tyskland | 10 km masstart, fristil                |
| 12 | 2 januari 2019   | Oberstdorf    | Tyskland | 10 km masstart, klassisk stil          |
| 13 | 3 januari 2019   | Oberstdorf    | Tyskland | 10 km jaktstart, fristil               |
| 14 | 5 januari 2019   | Val di Fiemme | Italien  | 10 km masstart, klassisk stil          |
| 15 | 6 januari 2019   | Val di Fiemme | Italien  | 9 km jaktstart, fristil (Final Climb)  |
| 16 | 6 januari 2019   | Val di Fiemme | Italien  | Totalseger i Tour de Ski 2018/2019     |
| 17 | 1 januari 2020   | Toblach       | Italien  | 10 km jaktstart, klassisk stil         |